# Rathaus (Slezská Ostrava)

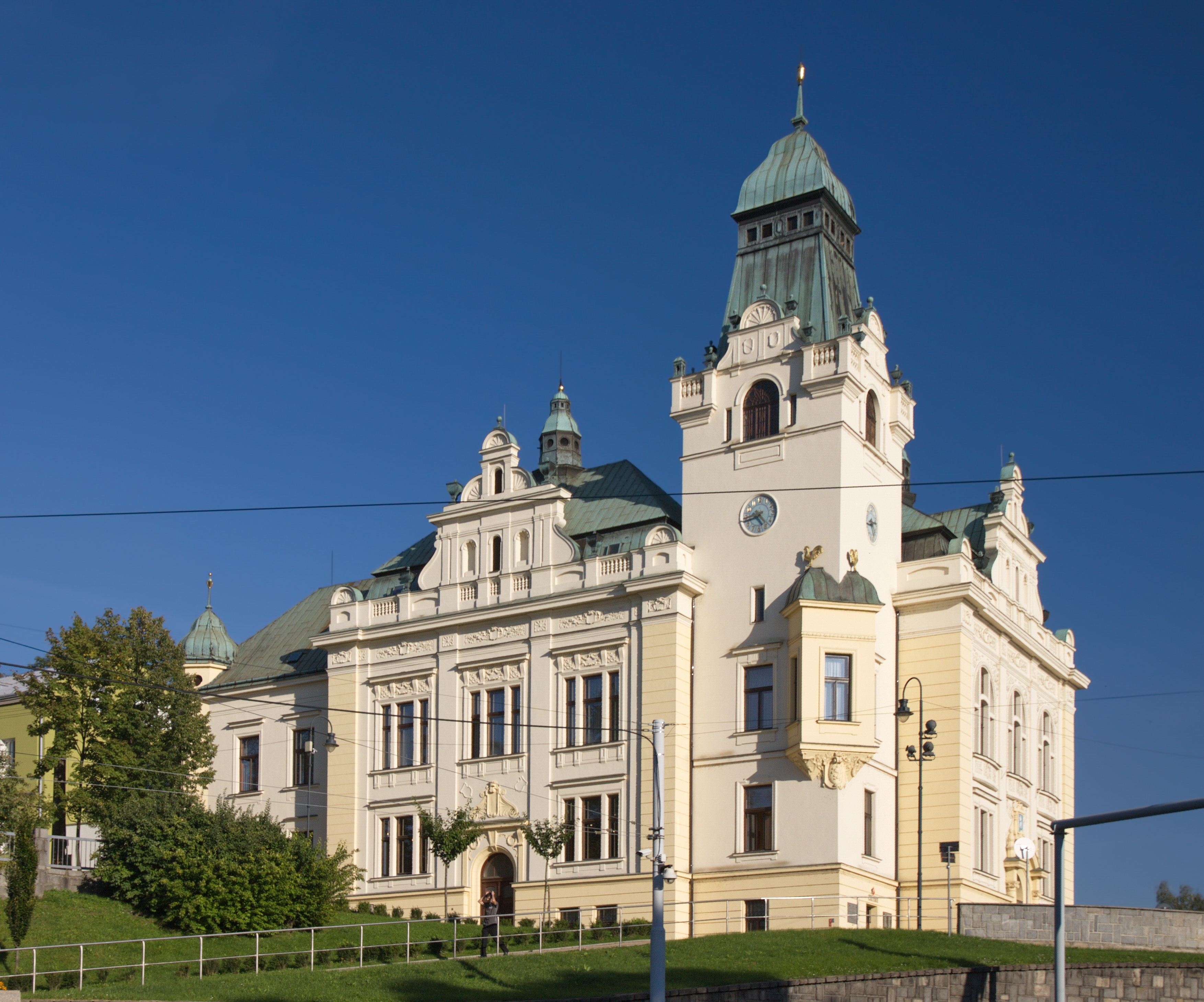
Das Rathaus von Slezská Ostrava

Das Rathaus von Slezská Ostrava (Slezskoostravská radnice) im Stadtzentrum der Großstadt Ostrava ist eines der Wahrzeichen der
Stadt. Es befindet sich am rechten Ufer der Ostravice, unterhalb der Einmündung der Lučina, an der Adresse Těšínská 138.

## Geschichte
Das 1897 neobarock umgebaute Gemeindegebäude genügte den Repräsentationszwecken nicht mehr. Darum wurde unter der Führung des Bürgermeisters Jan Poppe über den Aufbau des neuen Rathauses entschieden. Es entstand auf einem Grundstück neben dem alten Rathaus in der Ortslage Zámostí.
Die Stadt veranstaltete Anfang 1910 einen architektonischen Wettbewerb für das Rathaus. Den dritten Platz belegte ein Projekt von Antonín Papež im Stil des Klassizismus, zweiter wurde der Vorschlag des Architekten Viktorin Šulc aus Pilsen. Sein Projekt „Hanna“ war in Formen des historisierenden Baustils gehalten.
Der Aufbau des neuen Rathauses erfolgte 1911–1913 nach modifizierten Plänen, an denen außer Šulc auch der Leiter der Bauabteilung beim Gemeindeamt Jaroslav Volenec, sein Assistent František Doležel und der Baumeister Julius Vysloužil teilnahmen. Die Gestaltung des Rathauses ist Kombination von Formen der Neorenaissance mit anderen historistischen Baustilen. Weiter befinden sich hier Elemente des Jugendstils, besonders im Inneren. Die Haupttreppe in den ersten Stock und der dortige Saal sind typische Beispiele dafür.
Zu den wertvollen Teilen gehören die Plattenaufschriften in der Eingangstreppe, die Haupttreppe mit Beleuchtungskörpern und vor allem der Repräsentationssaal mit reich verzierten Kronleuchtern. Obwohl das Rathaus kein umwälzendes architektonisches Werk darstellte, bildete es mit seinem Äußeren und Maßstab eine malerische und entsprechend ausgeglichene Einheit mit den umliegenden Häusern. Um 1950 zeigten sich Senkungen als Auswirkungen des Steinkohlenbergbaus in der ganzen Umgebung. Zur Zerstörung der ziemlich neuen Bebauung in Zámostí trug auch die urbanistische Absicht bei, unterhalb des Rathauses am rechten Ufer der Ostravice eine Magistrale in Richtung Nord-Süd zu führen. Dies hatte eine Neugestaltung dieses Teiles von Slezská Ostrava zur Folge.

## Weitere Verwendung
Das Rathaus war nicht nur der Sitz des Gemeindeamtes von Polnisch Ostrau / Polská Ostrava und des späteren Stadtamtes von Schlesisch Ostrau / Slezská Ostrava. Seit Oktober 1918 wurde es vorübergehend auch das Zentrum der neuen tschechoslowakischen Behörden für das Teschener Schlesien.
1941 wurde Schlesisch Ostrau an Mährisch Ostrau (Moravská Ostrava) angeschlossen und nach dem Zweiten Weltkrieg wurde die Stadt in Ostrava umbenannt. Im Rathaus arbeitet seitdem das Stadtamt für den Bezirk Slezská Ostrava, das den Bau vor allem zur Repräsentation dieses Stadtviertels ausnutzt.
Zur Zeit seiner Errichtung war das Gebäude auch Ausdruck von Modernisierungstendenzen und Aktivitäten der Selbstverwaltung der Marktgemeinde Polská Ostrava, die 1919 in Slezská Ostrava umbenannt wurde und 1920, nach der endgültigen Bestätigung ihrer Zugehörigkeit zur neuen Tschechoslowakischen Republik, den Rang einer Stadt erhielt. An diese Bemühungen erinnert der Rathausbau bis heute.